# Motorola 88000er-Familie

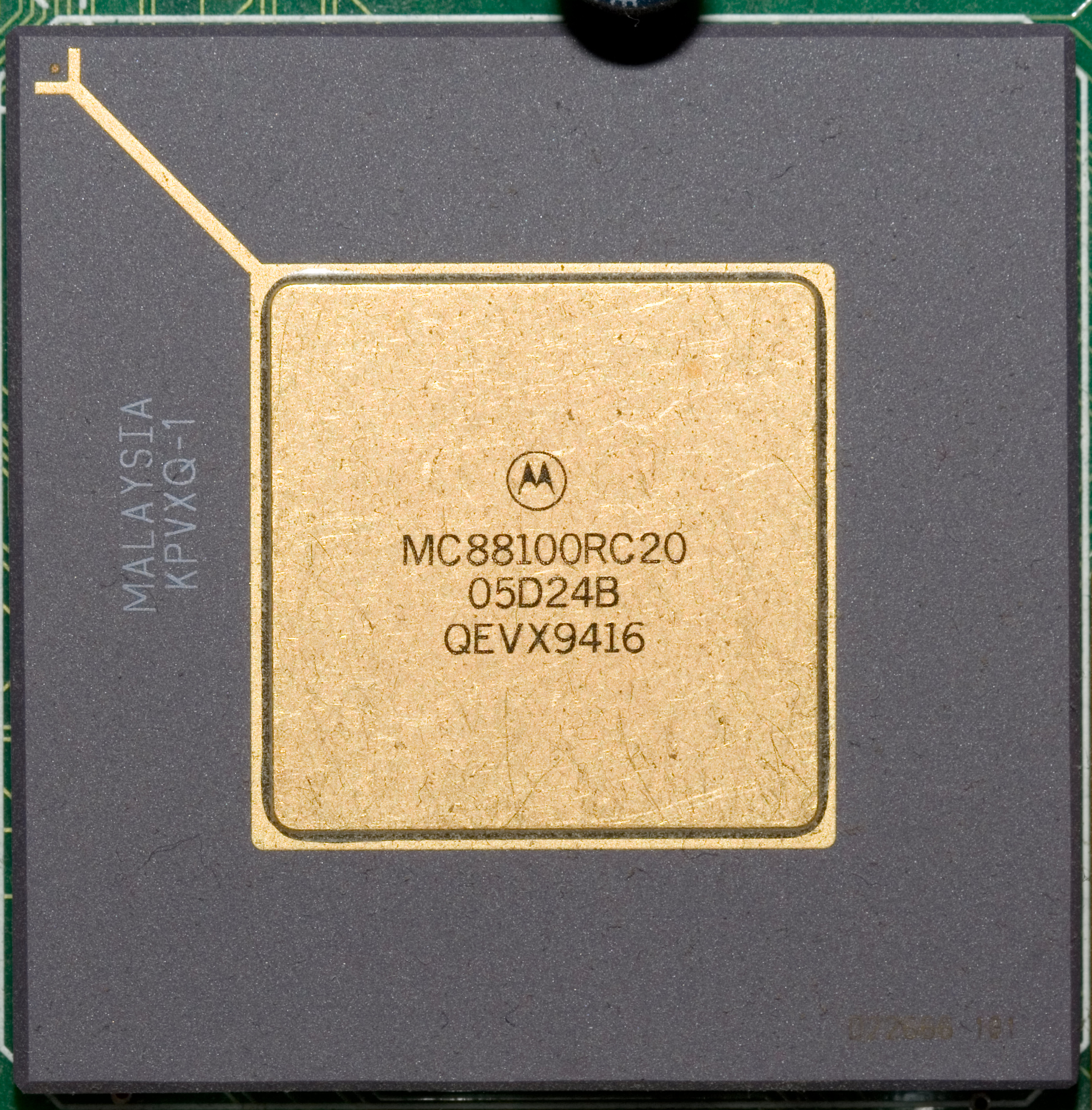
MC88100 RC20 CPU

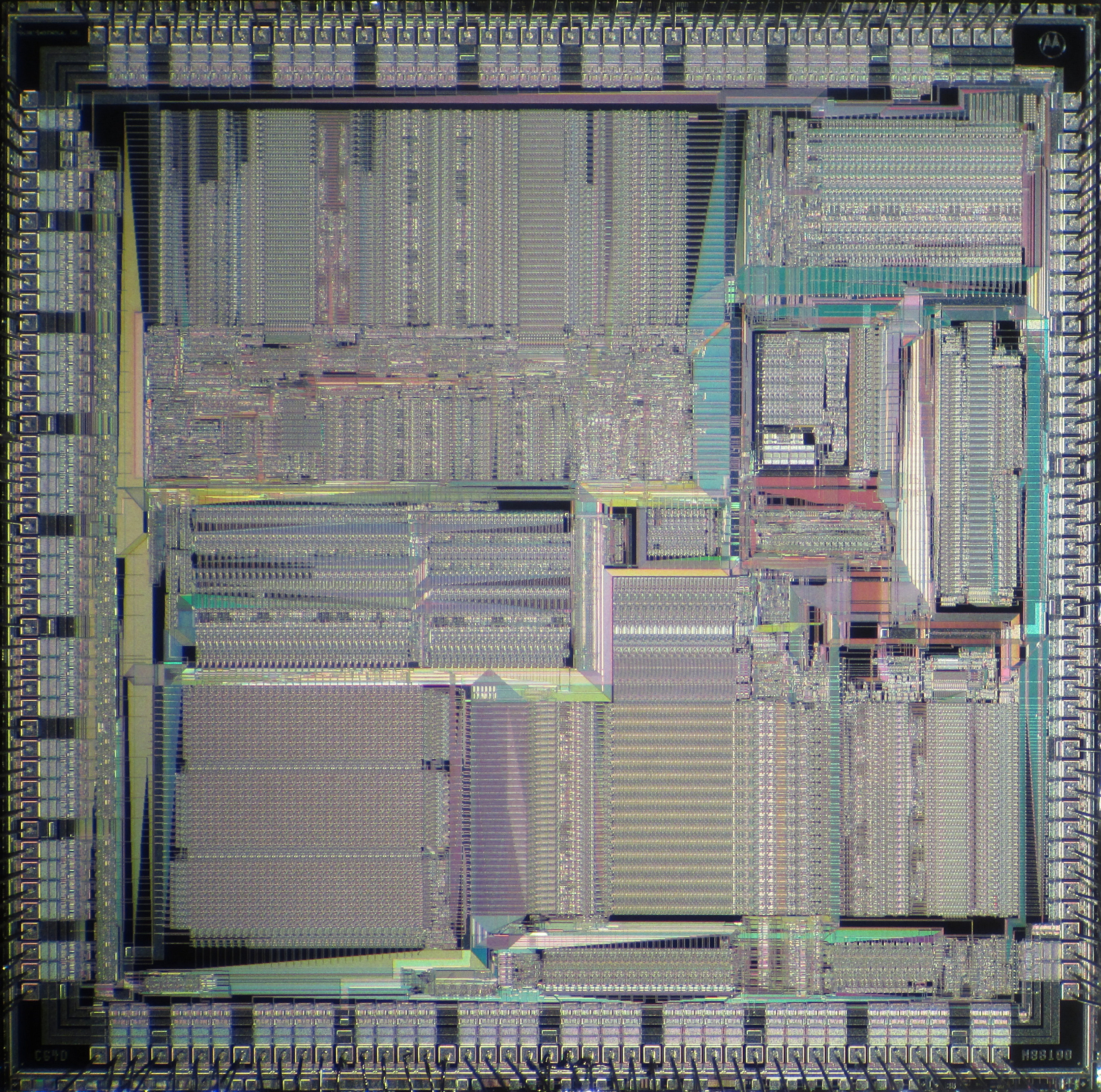
Die (Prozessorkern) eines Motorola 88100

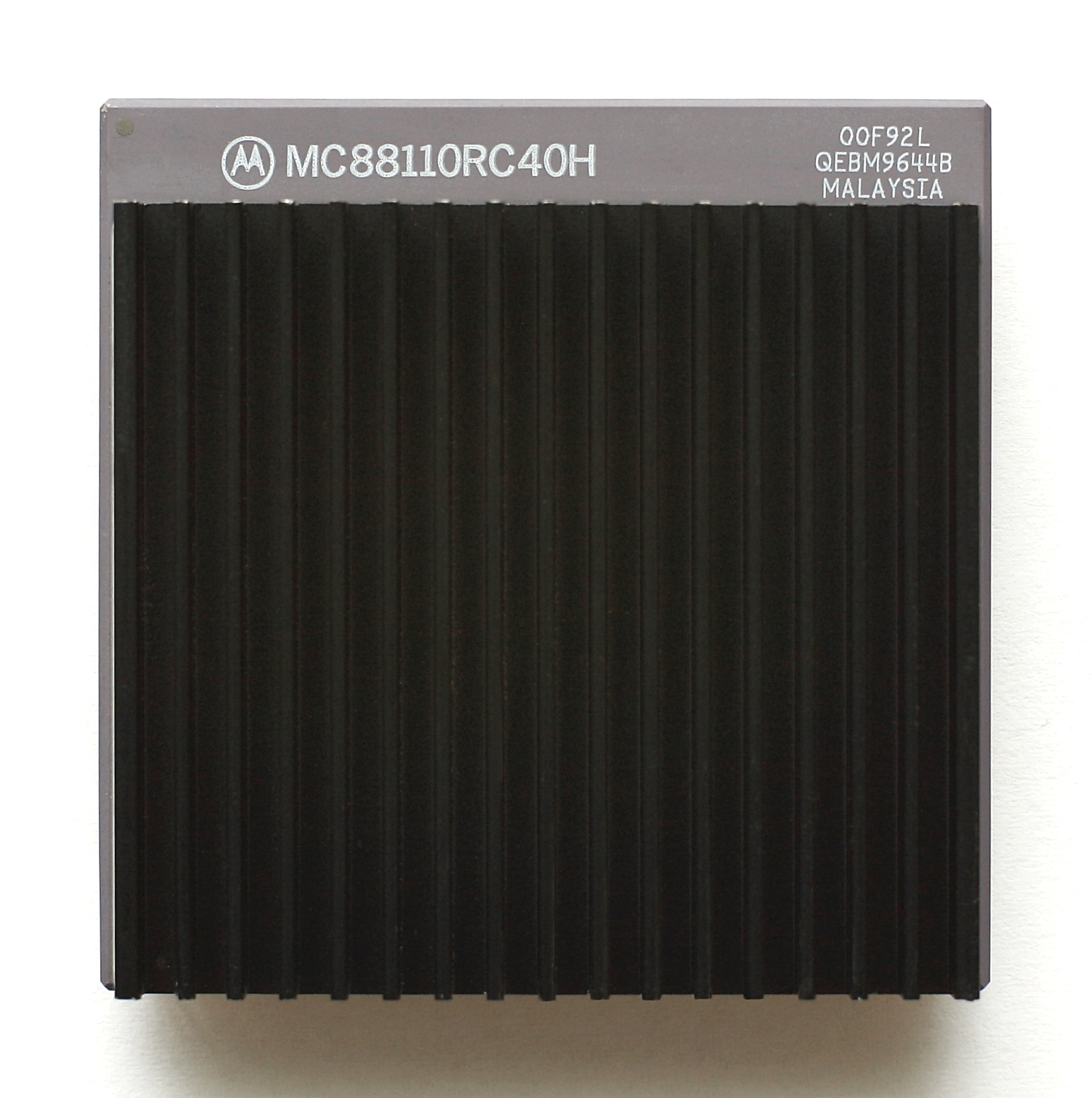
MC88110 RC40 CPU mit Kühlkörper

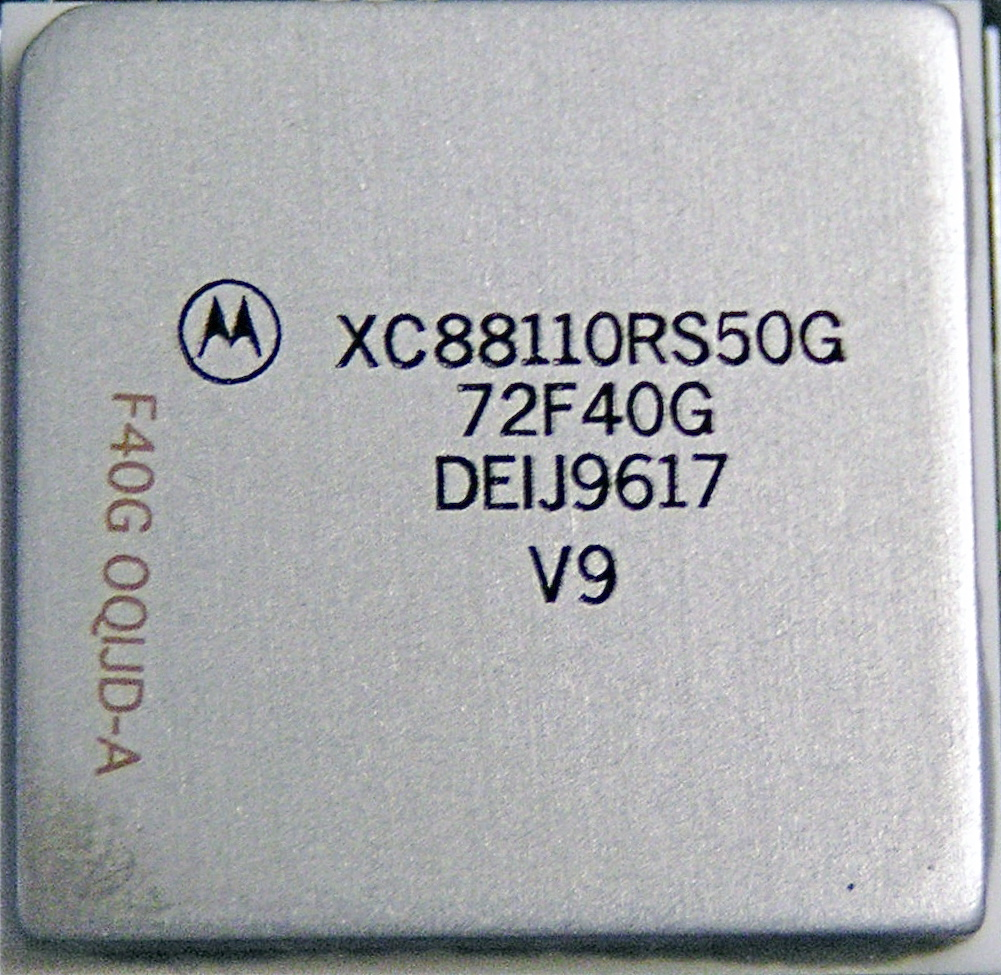
MC88110 RS50 CPU

Die Motorola 88000er-Familie (kurz oft m88k oder 88k genannt) ist eine Serie von Mikroprozessoren des Herstellers Motorola.

## Architektur
Wie schon der Vorgänger (68000er-Familie) galt die Serie als eine sehr saubere Entwicklung. Es handelt sich um eine 32-Bit-RISC-Architektur mit getrennten Befehls- und Daten-Cachen (Harvard-Architektur), sowie getrennten Daten- und Adress-Bussen. Eine Besonderheit der Prozessorarchitektur war anfangs die Verwendung einer einzigen Registerbank, die sowohl von der Ganzzahl- als auch der Gleitkommaeinheit verwendet wurde. Diese wurde in der zweiten Generation durch eine weitere Registerbank ergänzt.

## Geschichte
Die Serie begann im April 1988 mit der Vorstellung des MC88100 (CPU mit integrierter FPU) und des MC88200 (MMU und Cache-Controller). Die Idee dieser Trennung war es, das Design von Mehrprozessorsystemen zu vereinfachen (Ein 88200 konnte bis zu vier 88100 verwalten.). Dies hatte aber auch zur Folge, dass schon für ein System mit nur einer CPU der zweite Chip und die Verbindungen der Bausteine untereinander notwendig war, was die Kosten für ein solches System erhöhte. Die Taktfrequenz betrug bis zu 33 MHz.
1992 wurde der MC88110 auf den Markt gebracht, der bereits eine MMU und Level-1 Cache integriert hatte, und dazu passend der Cache-Controller MC88410, der bis zu 2 MB Level-2-Cache verwalten konnte. Zudem wurde nun eine getrennte Registerbank für die Gleitkommaeinheit verwendet, der Befehlssatz erweitert und die Mikroarchitektur mit Neuerungen wie  Superskalarität, Out-of-order execution und Speculative execution ausgestattet um die Ausführungsgeschwindigkeit zu erhöhen. Die Taktfrequenz betrug bis zu 50 MHz. Der MC88110MP war noch mehr auf Multiprozessor-Betrieb optimiert.
Eine weiter verbesserte Version mit dem Namen MC88120 (bis zu 100 MHz) und eine Variante für eingebettete Systeme mit dem Namen MC88300 befanden sich in Entwicklung, gingen jedoch beide nicht mehr in Serie.
Anfang der 1990er-Jahre wurde die 88k-Familie zugunsten des PowerPC eingestellt.

## Verwendung
Motorola selbst entwickelte VMEbus-basierte Einplatinencomputer (MVME-Serie), die auch mit Prozessoren der 88k-Familie verfügbar waren.
Ende der 1980er-Jahre wurde die Entwicklung der 88k-Familie von vielen Unternehmen verfolgt, unter anderem von Apple und NeXT. Letztere hatten sogar schon Prototypen mit m88k-Prozessoren hergestellt. Data General setzte die Serie in deren AViiON-Baureihe und die japanische Omron im Modell LUNA88K ein.
Die MMU der Motorola 88000 wurde weitgehend in die erste Generation der PowerPC-Prozessoren übernommen, allerdings zusammen mit dem Prozessor auf einem Chip realisiert.

## Betriebssysteme
- Für die 88k-basierenden MVME-Systeme gab es von Motorola eine Portierung ihrer Unix System V Variante, System V/88.
- Data General portierte die hauseigene UNIX-Variante DG/UX auf die  AViiON-Systeme.
- OpenBSD hat bis zur Version 5.5 in unterschiedlichen Portierungsstatus für MVME-Systeme, die LUNA88k und AViiON-Systeme unterstützt.[2]
- Von NetBSD 3.0 existiert eine experimentelle Implementierung für MVME-Systeme.

## Emulatoren
GXemul kann einen Motorola MVME187 (ohne Netzwerkschnittstelle) emulieren.